# ابن مفرغ
ابن مفرغ (درگذشته ۶۹ (قمری) / ۶۸۸ (میلادی)) با نام کامل ابو عثمان یزید بن زیاد بن ربیعة بن مفرغ حمیری شاعر رامهرمزی بود.

## علت شهرت نزد ایرانیان
عمده شهرت وی خصوصاً نزد ایرانیان سرودن اشعاری به زبان پارسی بر ضد معاویه، خلیفه اموی یوده است. که مادر معاویه را به باد طعنه گرفته و فاسد می‌داند. شهر وی این گونه است:
آب است و نبیذ است
عصارات زبیب است
سمیه رو سپیذ است

## نوه
نوه وی سید حمیری است که از بزرگ‌ترین شاعران تاریخ عرب محسوب شده و شیعه مذهب می‌باشد.

## درگذشت
ابن مفرغ در سال ۶۹ق درگذشت.